# Bryophaenocladius spinicaudus
Bryophaenocladius spinicaudus är en tvåvingeart som beskrevs av Wang, Saether och Andersen 2002. Bryophaenocladius spinicaudus ingår i släktet Bryophaenocladius och familjen fjädermyggor.
Artens utbredningsområde är Ghana. Inga underarter finns listade i Catalogue of Life.